# Девід Рокфеллер. Мемуари
Девід Рокфеллер. Мемуари (англ. David Rockefeller: Memoirs)  – автобіографічна книга відомого американського банкіра, державного діяча, глобаліста, внука першого офіційного доларового мільярдера в історії людства, нафтового магната Джона Рокфеллера. Вперше вийшла 28 жовтня 2003 року у видавництві «Penguin Random House» (США). Українською мовою книга перекладена та опублікована 2019 року видавництвом «Наш формат» (перекладачі – Олена Усатюк, Світлана Петрова).

## Огляд книги
Народившись в одній із найзаможніших родин Америки і проживши не менш видатне життя, Девід Рокфеллер став гідним нащадком свого великого батька. Протягом життя він мав справу з культовими світовими лідерами, такими як Чжоу Эньлай (перший глава Державної Ради КНР), Михайло Горбачов, Анвар Садат (державний і військовий діяч, президент Єгипту), Аріель Шарон. Працював на американського президента після Ейзенхауера. У даній праці він відкрив читачу неперевершені подорожі світом, відданість рідному місту Нью-Йорку та заможне життя великого політика.

## Основний зміст
У книзі, яку написав 87-річний Девід Рокфеллер, показано його власний життєвий шлях: роки навчання, де майбутній банкір та керівник «СЕО Chase Manhattan Corporation» отримав фундаментальну економічну освіту, службу в армії під час Другої світової війни, діяльність сімейного банку «Чейз» – однієї з основ фінансової могутності Рокфеллерів.
Також тут висвітлено і його «паралельну кар’єру» – участь в широковідомих філантропічних установах (заснованих на пожертвуваннях його ж родини), роль у суспільному житті США.
Протягом багатьох років Д.Рокфеллер був однією з ключових фігур у створенні та роботі міжнародних неурядових організацій, які залишили помітний слід у світовій політиці: Більдербергський клуб, Дартмутська конференція, Тристороння комісія. Ведучи активну діяльність на найвищому політичному й економічному рівні, Рокфеллер мав безліч зустрічей із найвизначнішими політиками різних країн. Окрім вищеназваних, варто також зазначити Микиту Хрущова, Н.Косигіна, Фіделя Кастро, Дена Сяопіна, останнього шаха Ірану та ін. Розповідь про ці зустрічі та про постійні контакти з урядовими діячами Сполучених Штатів Америки є безперечно цікавими.
Окрема цінність книги – авторські роздуми про банківський бізнес і проблеми розвитку економіки.

## Відгуки
«Це один із рідкісних авторів, які пишуть про себе так відкрито та відверто. Девід Рокфеллер досягнув блискучого успіху, його історія йде пліч-о-пліч з неймовірним багатством та доленосними рішеннями. Це неймовірно захоплююча розповідь про різні покоління династії Рокфеллерів. А ще книга несвідомо, але досить ясно дає зрозуміти, яким насправді порядним та людяним був Девід Рокфеллер». – Генрі Кісінджер, американський державний діяч, дипломат, експерт з міжнародних відносин.
«Задовго до того, як глобалізація стала загальноприйнятим поняттям, Девід Рокфеллер зрозумів всю важливість налагодження міцних, довірливих відносин з країнами та їх лідерами в усьому світі. Ми маємо привілей бути бенефіціарами його довічного прагнення до миру, а також змогу особисто помислити над цим досвідом, читаючи ці чудові мемуари». – Нельсон Мандела, південноафриканський державний та політичний діяч.

## Переклад українською
- Девід Рокфеллер. Девід Рокфеллер. Мемуари / пер. Олена Усатюк, Світлана Петрова. — К.: Наш Формат, 2019. — ISBN 978-617-7513-78-9.